# Polyalthia evecta
Polyalthia evecta este o specie de plante din genul Polyalthia, familia Annonaceae. A fost descrisă pentru prima dată de Jean Baptiste Louis Pierre, și a primit numele actual de la Achille Eugène Finet och François Gagnepain.

## Subspecii
Această specie cuprinde următoarele subspecii:
- P. e. attopeuensis
- P. e. baochianensis